# Krajowa Szkoła Skarbowości
Krajowa Szkoła Skarbowości – szkoła wchodząca w skład Krajowej Administracji Skarbowej. Zajmuje się kształceniem i doskonaleniem zawodowym kadr KAS. Została utworzona w miejsce Centrum Edukacji Zawodowej Resortu Finansów.

## Filie
Krajowa Szkoła Skarbowości posiada 8 filii:
- Filia KSS w Białobrzegach,
- Filia KSS w Jastrzębiej Górze,
- Filia KSS w Krakowie,
- Filia KSS w Muszynie z obiektem w Krynicy-Zdroju,
- Filia KSS w Otwocku,
- Filia KSS w Przemyślu,
- Filia KSS we Wrocławiu,
- Filia KSS w Kamionie.